# Лим Сугён
Лим Су Гён, (кор. 임수경?, 林秀卿?, род. 6 ноября 1968, Сеул) — южнокорейская общественная деятельница и журналистка.

## Биография
Родилась в семье среднего достатка римо-католического вероисповедания. Училась в Корейском университете иностранных языков. В 1989 г. студенческая организация, принимавшая участие в борьбе с авторитарным режимом в Южной Корее, направила её, в нарушение действующего до настоящего времени закона о демаркационной линии, в Пхеньян на XIII Всемирный фестиваль молодёжи и студентов. Лим Су Гён отправилась в Японию в «туристическую поездку», откуда прилетела в Восточный Берлин (ГДР), из которого перелетела в Пхеньян. Появление Лим Су Гён на стадионе вызвало ажиотаж среди участников фестиваля.
После окончания фестиваля и возвращения на родину была осуждена за незаконное пересечение демаркационной линии и приговорена к 10 годам тюремного заключения. Позднее срок заключения был снижен до 5 лет, а фактически она отбыла чуть более 3 лет и вышла на свободу 24 декабря 1992 г. Амнистирована президентом Ким Дэ Чжуном в 1999 г.
После освобождения из тюрьмы занялась журналистикой, преподавала в различных университетах. В 1995 г. вышла замуж, в 1999 г. развелась. В 2005 г. её единственный 9-летний сын утонул во время путешествия на Филиппины.
С апреля 2012 г. — депутат южнокорейского парламента 19-го созыва от оппозиционной левоцентристской Объединённой демократической партии. В июне 2012 г. выступила с жёстким комментарием в адрес перебежчика из Северной Кореи, пожелавшего сфотографироваться с ней в ресторане.